# Głos Ludu Śląskiego
Głos Ludu Śląskiego – tygodnik (do 1900 dwutygodnik) narodowy wydawany w latach 1897–1932 na Śląsku Cieszyńskim. Początkowo we Frysztacie (do 1902 pn. „Głos Ludu Ślązkiego”), a od 1912 w Cieszynie. Jego współzałożycielem i współwydawcą (do 1920) był Wacław Seidl, a jednym z jego czołowych redaktorów i publicystów Franciszek Friedel.
Organ Stronnictwa Radykalno-Narodowego („radykałowie frysztaccy”); od 1906 Polskiego Stronnictwa Ludowego na Śląsku, a w późniejszych latach Polskiego Zjednoczenia Narodowego i PSL „Piast”. W latach 1912–1916 ukazywał się jako wydanie tygodniowe „Dziennika Cieszyńskiego”